# جورج دوسن (سياسي)
جورج دوسن (بالإنجليزية: George Dawson)‏ هو سياسي بريطاني، ولد في 10 مايو 1961 في المملكة المتحدة، وتوفي في 7 مايو 2007 في نفس البلد بسبب سرطان. حزبياً، نشط في الحزب الديمقراطي الاتحادي. وقد في انتخابات الجمعية التشريعية لأيرلندا الشمالية، 2003 ‏، انتخب عضو الجمعية التشريعية الثانية لأيرلندا الشمالية عن دائرة East Antrim (Assembly constituency) ‏ وقد انضم خلال فترته النيابية ‏ (26 نوفمبر 2003 – 30 يناير 2007)  للكتلة البرلمانية الحزب الديمقراطي الاتحادي وفي انتخابات الجمعية التشريعية لأيرلندا الشمالية،  2007 ‏، انتخب عضو الجمعية التشريعية الثالثة لأيرلندا الشمالية عن دائرة East Antrim (Assembly constituency) ‏ وقد انضم خلال فترته النيابية ‏ (9 مارس 2007 – 7 مايو 2007)  للكتلة البرلمانية الحزب الديمقراطي الاتحادي.